# 前517年
| 千纪： | 前1千纪 |
| 世纪： | 前7世纪 \| 前6世纪 \| 前5世纪 |
| 年代： | 前540年代 \| 前530年代 \| 前520年代 \| 前510年代 \| 前500年代 \| 前490年代 \| 前480年代                                                                                                  |
| 年份： | 前522年 \| 前521年 \| 前520年 \| 前519年 \| 前518年 \| 前517年 \| 前516年 \| 前515年 \| 前514年 \| 前513年 \| 前512年                                                                    |
| 纪年： | 周敬王三年 魯昭公二十五年 齐景公三十一年 晋顷公九年 秦哀公二十年 宋元公十五年 楚平王十二年 卫灵公十八年 陈惠公十七年 蔡昭侯二年 曹悼公七年 郑定公十三年 燕平公七年 吳王僚十年 杞悼公元年 |

## 大事記
- 魯昭公25年，鲁国爆发斗鸡事件，魯昭公趁叔孫昭子不在魯國的機會，發兵攻打季孫氏，引起三桓共同進攻鲁昭公，最後逃亡齐国。
- 孔子因魯國內亂前往齊國，從齊太師學韶樂。
- 孫武離開齊國，南下吳國。
- 晋国攻打郑国，在虎牢筑城置兵。
- 赵鞅开始在晋国执政。

## 出生
- 范蠡，越国大夫，约出生于前517年（逝世年月不明）

## 逝世
- 郈昭伯